# ペルージャ県

ペルージャ県
Provincia di Perugia

ペルージャ県（ペルージャけん、イタリア語: Provincia di Perugia）は、イタリア共和国ウンブリア州に属する県の一つ。県都ペルージャは、ウンブリア州の州都でもある。

## 地理

### 位置・広がり
ウンブリア州に属する2つの県のうち北東側に位置する県で、ウンブリア州の面積の約75％を占めている。東にマルケ州、西にトスカーナ州、南にラツィオ州と接している。県都ペルージャは、テルニの北北西約84km、シエーナの東南東約89km、アンコーナの西南西約107km、フィレンツェの南東約118km、首都ローマの北約105kmの距離にある。
隣接する県は以下の通り。
- ペーザロ・エ・ウルビーノ県 （マルケ州） - 北
- アンコーナ県 （マルケ州） - 北東
- マチェラータ県 （マルケ州） - 東
- アスコリ・ピチェーノ県 （マルケ州） - 南東

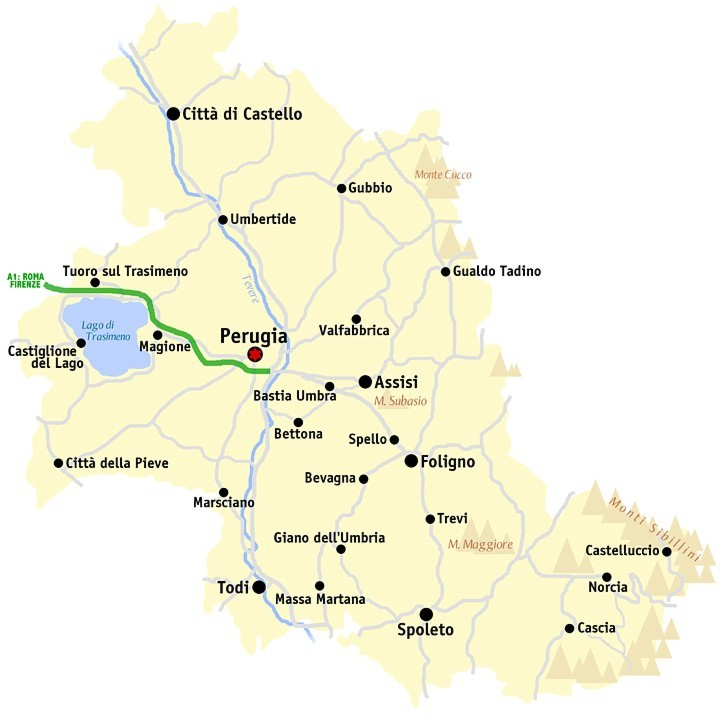
ペルージャ県

- リエーティ県 （ラツィオ州） - 南
- テルニ県 - 南西
- シエーナ県 （トスカーナ州） - 西
- アレッツォ県 （トスカーナ州） - 北西

### 主要な都市
2001年の国勢調査に基づく居住地区（Località abitata）別人口統計によれば、人口1万人以上の都市は以下の通り。
- ペルージャ - 114,523人
- フォリーニョ - 43,177人
- チッタ・ディ・カステッロ - 21,656人
- スポレート - 20,073人
- バスティーア （バスティーア・ウンブラ） - 15,090人
- グッビオ - 14,043人

その他の主要都市としてはアッシジなどがある。
- ペルージャ
- フォリーニョ
- チッタ・ディ・カステッロ
- スポレート

## 行政区画

### コムーネ
ペルージャ県には59のコムーネが属する。主要なコムーネ（人口上位10位）は下表の通り。左端の数字はISTATコードを示す。人口は2024年1月1日現在。
| コード | 自治体名                 | 人口    |
| ------ | ------------------------ | ------- |
| 054039 | ペルージャ               | 162,527 |
| 054018 | フォリーニョ             | 55,296  |
| 054013 | チッタ・ディ・カステッロ | 38,195  |
| 054051 | スポレート               | 36,186  |
| 054024 | グッビオ                 | 30,358  |
| 054001 | アッシジ                 | 27,549  |
| 054015 | コルチャーノ             | 21,597  |
| 054002 | バスティーア・ウンブラ   | 21,311  |
| 054027 | マルシャーノ             | 18,018  |
| 054056 | ウンベルティデ           | 16,310  |

## 観光
県には世界遺産として、以下がある。
- アッシジ、フランチェスコ聖堂と関連修道施設群 （アッシジ）
- イタリアのロンゴバルド族:権勢の足跡 (568-774年) の一部
  - サン・サルヴァトーレ聖堂 （スポレート）
  - クリトゥンノの小神殿 （カンペッロ・スル・クリトゥンノ）